# Atari Seattle
Atari Seattle es una Placa de arcade creada por Atari destinada a los salones arcade.

## Descripción
El Atari Seattle fue lanzada por Atari en 1997.
El sistema tenía un procesador MIPS R5000 @ Either con cuatro configuraciones distintas de velocidad dependiendo del juego(144MHz/150MHz/192MHz/200MHz) (system clock 48MHz/50MHz), tiene 8MB de RAM y 512KB destinados para el Boot ROM y gráficos proporcionados por 3DFX. Con respecto al audio, este estaba a cargo del DCS Sound System (ADSP 2115 @ 16MHz)  con 4MB DRAM, 32KB Boot ROM. Cabe destacar que los juegos podrían funcionar en todas las velocidades, pero si un juego nativo de 200 MHz funciona en una placa a 150 MHz por ejemplo, este tendría ralentizaciones en algunos momentos.
En esta placa funcionaron tres títulos y un prototipo.

## Especificaciones técnicas

### Procesador
- MIPS R5000 @ Either 144MHz/150MHz/192MHz/200MHz (system clock 48MHz/50MHz)

### Memoria RAM
- 8MB, 512KB Boot ROM.

### Tarjeta gráfica
- 3DFX FBI with 2MB frame buffer, 3DFX TMU with 4MB texture memory.
  - Textured 3D, all normal 3DFX features.

### Audio
- DCS Sound System (ADSP 2115 @ 16MHz)

Memoria de audio:
- - 4MB DRAM, 32KB Boot ROM

### Otros
- Galileo GT64010 system controller, National Semiconductor PC87415 IDE controller, Midway I/O ASIC.

## Lista de videojuegos
- California Speed
- Dozer
- MACE : The Dark Age
- Vapor TRX